# Lepiota aspera
Lepiota aspera (Christian Hendrik Persoon, 1793 ex Lucien Quélet, 1886), sin. Echinoderma asperum (Christian Hendrik Persoon, 1793 ex Marcel Bon, 1991) sau Lepiota acutesquamosa (Johann Anton Weinmann, 1822 ex Paul Kummer, 1871), din încrengătura Basidiomycota în familia Agaricaceae și de genul Lepiota, denumită în popor clopu ariciului, este o specie de ciuperci otrăvitoare și saprofagă, ce descompune resturi vegetale. Specia poate fi găsită în România, Basarabia și Bucovina de Nord destul de des de la câmpie  la munte, dezvoltându-se pe sol preferat calcaros, numai rar solitar, preponderent în grupuri sau cercuri de vrăjitoare, în păduri de conifere, la marginea lor și a drumurilor, dar, de asemenea, prin parcuri, grădini, chiar și pe deșeuri vegetale, mulci sau moloz. Timpul apariției este din iunie până în noiembrie.
Epitetul se trage din cuvântul latin (latină asper=aspru, denivelat, poticnit), nume cauzat suprafeței pălăriei.

## Taxonomie
Numele binomial a fost determinat de renumitul micolog Christian Hendrik Persoon ca Agaricus asper, publicat anonim în volumul 3 al enciclopediei botanice Abbildungen und Beschreibungen der Schwämme sub egida editorului Joachim Pauli (173-1812) în 1793.
Micolog francez Lucien Quélet a transferat specia corect la genul Lepiota sub păstrarea epitetului, de verificat în cartea sa Enchiridion Fungorum in Europa Media et Praesertim in Gallia Vigentium din 1886. Această denumire se găsește în toate cărțile micologice până în prezent, cu excepția la Marcel Bon (vezi mai jos). 
Unii autori văd sinonimul Lepiota acutesquamosa (Weinm., 1822) P.Kumm. (1871) drept specie independentă, datorită faptului, că are lamele nebifurcate. Toate celelalte denumiri sunt sinonime acceptate, dar, nefiind folosite de neglijat. O excepție face taxonul Echinoderma asperum. 

### LepiotasauEchinoderma?
Pentru o anumită perioadă soiul a fost plasat împreună cu ceilalți tipi „spinoși” ale genului Lepiota într-o secție separată denumită Echinatae, iar în 1978, micologul francez Marcel Bon l-a transferat mai întâi la genul Cystolepiota Singer (1952), mai exact ca Cystolepiota subgen. Echinoderma, apoi, în 1991, a creat noul gen Echinoderma pentru Lepiota aspera și alte specii similare verzui-maronii.
Denumirea Echinoderma este actual favorizată de Index Fungorum și de organizațiile lui alterate, dar mult mai prestigiosul comitet de nomenclatură Mycobank acceptă Lepiota. Problema este discutată în prezent (2019).
În acest articol se urmează, în ceea ce privește nomenclatura utilizată, anume Lepiota aspera (cade exemplu și ) în esență micologei Else C. Vellinga. Ea a infirmat poziția Echinoderma drept gen separat prin studii ADN, în plus validat parțial de micologii italieni Vincenzo Migliozzi și Giovanni Zecchin cum confirmă botaniștii austrieci Anton Hausknecht și Helmut Pidlich-Aigner. Pagini române susțin de asemenea această denumire, între altele: Ciupercomania,
Muzeul de Științele Naturii Bacău, și Universitatea de Stat din Moldova.

## Descriere

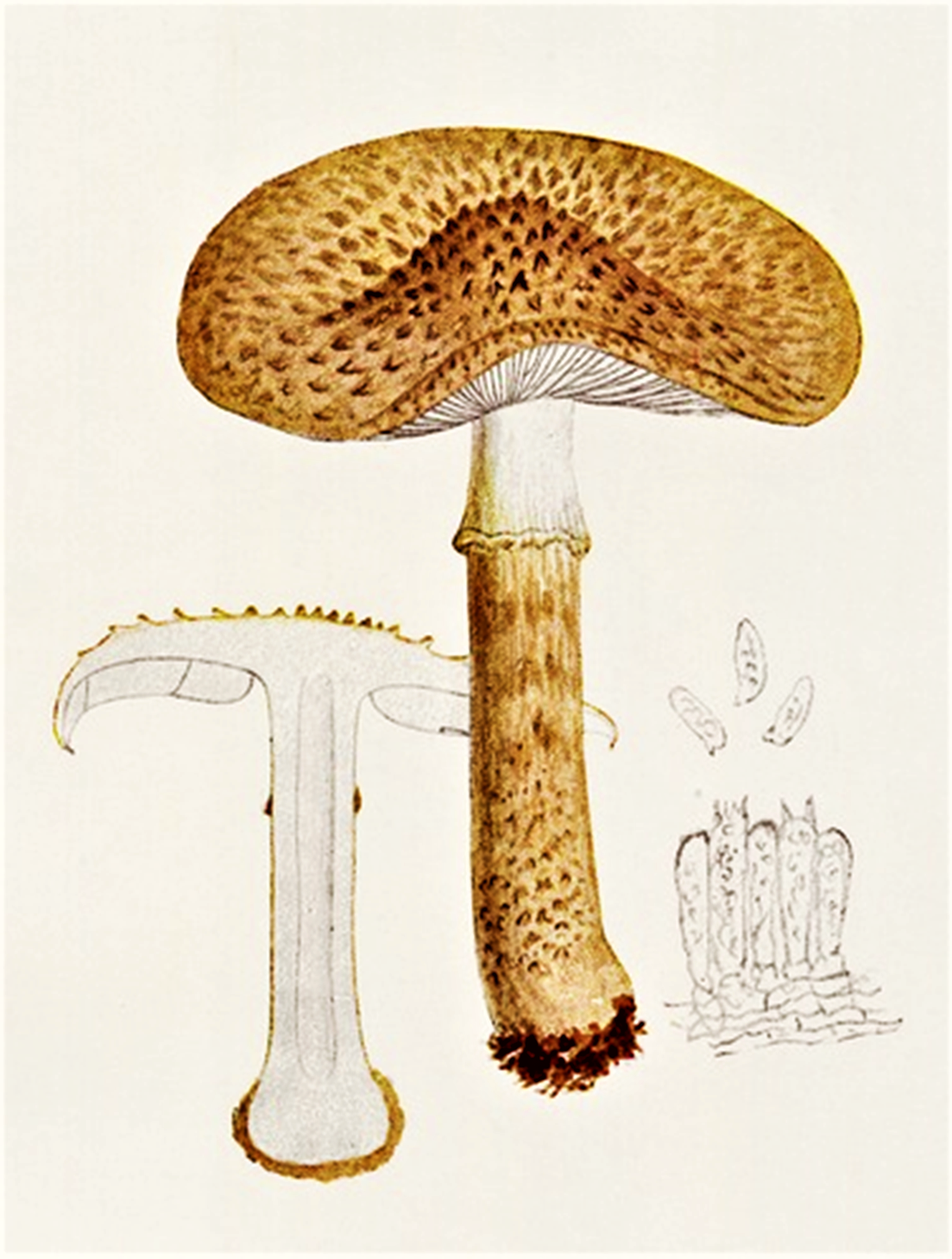
Bres.: Lepiota friesii

Ordinul Agaricales este de diversificare foarte veche (între 178 și 139 milioane de ani), începând din timpul perioadei geologice în Jurasic în diferență de exemplu cu genul Boletus (între 44 și 34 milioane de ani).
- Pălăria: are un diametru de 5-12 (15) cm, este destul de cărnoasă, inițial ovoidală, aproape rotundă, cu marginea răsucită spre interior, prezentând acolo resturi albicioase de văl parțial cu aspect franjurat, apoi aplatizată, mamelonară în centru și ocazional cu rupturi. Suprafața este presărată cu țepi/solzi conic-verucoși și verticali, dispuși aproape concentric și spre mijloc mai numeroși, pe fund ocru. Coloritul cuticulei este inițial albicios cu scuame gri-brune, ce devine cu timpul ocru până carneu cu țepi mai închiși bruni care pot fi îndepărtați ușor.
- Lamelele: foarte subțiri și dense, sunt ușor bulboase, adesea bifurcate, neaderate la picior și cu muchii ondulate. Coloritul la început alb schimbă în gălbui, devenind la bătrânețe deschis brun. În tinerețe, spațiul între pălărie și picior este acoperit de un văl parțial fin și alb.
- Piciorul: dezvoltă o lungime de 4-8 (10) cm, având un diametru de  1-1,7 cm, este stabil, inițial plin, apoi gol pe dinăuntru, cu o bază bulboasă. Spre pălărie este albicios și cu timpul maroniu deschis, spre bază mai închis brun, slab solzos și învelit într-un văl mătăsos de aceiași culoare.  Prezintă un inel albicios, atârnat, bătător la ochi, fiind imobil pe suprafață pielos, pe dedesubt însă flocos-lânos, uneori chiar granulat. Lobii nu sunt foarte persistenți, astfel că la bătrânețe rămâne adesea numai o manșetă subțire.
- Carnea: este destul de moale, albicioasă, cu un miros puternic și dezgustător a gaz de iluminat, și un gust amărui și ceva mucegăit.[3][4]
- Caracteristici microscopice: sporii au o formă alungită de migdale cu un apicul lateral, fiind hialini, (translucizi) granulați în interior și având o mărime de 8-10 x 2,5-3 microni. Pulberea lor este albă. Basidiile pediculate în formă de măciucă poartă câte 2-4 sterigme fiecare și măsoară 30-35 x 6-8 microni. Cheilocistidele (cistide de pe muchia lamelor) clavate și septate au o mărime de 20-35 x 7,5-15 microni, dar pleurocistidele (cistide situate în himenul de pe fețele lamelor) lipsesc.[25]
- Reacții chimice: Lamelele se colorează cu fenol brun și carnea cu tinctură de Guaiacum încet albastru-verzui, iar lamelele repede verde.[26][27]

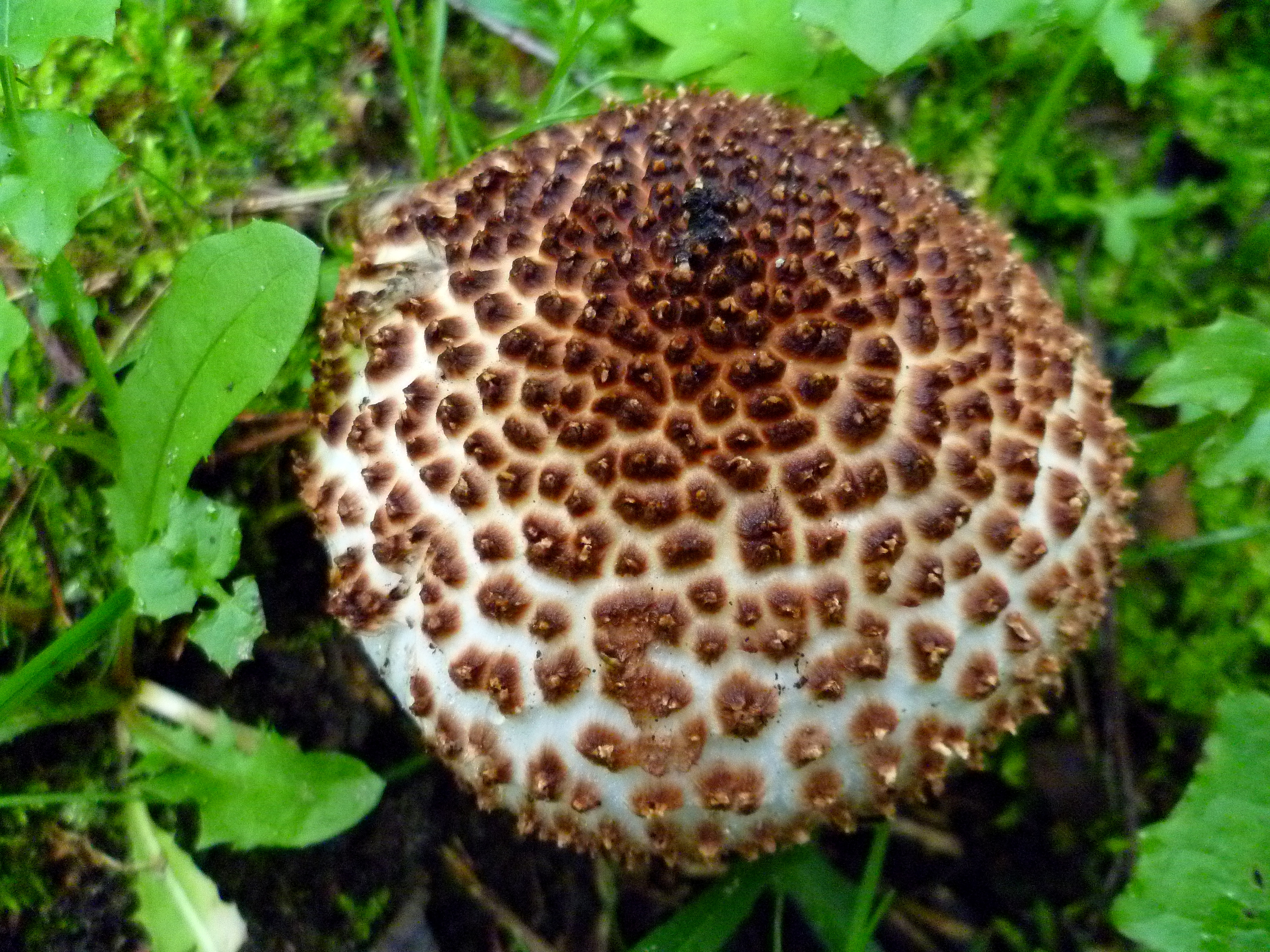
L. aspera, pălărie
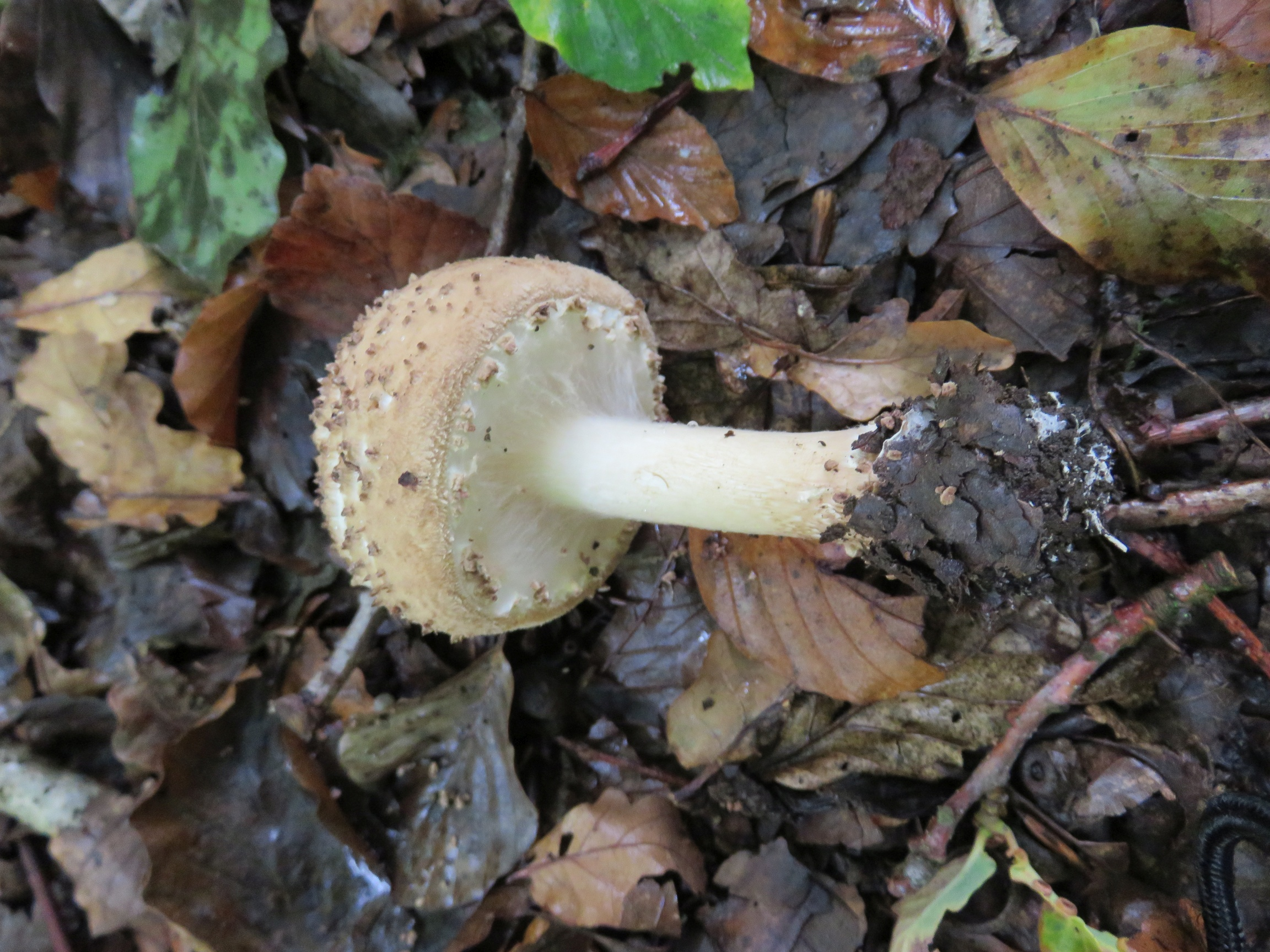
L. aspera tânără: lamele, cortină, picior
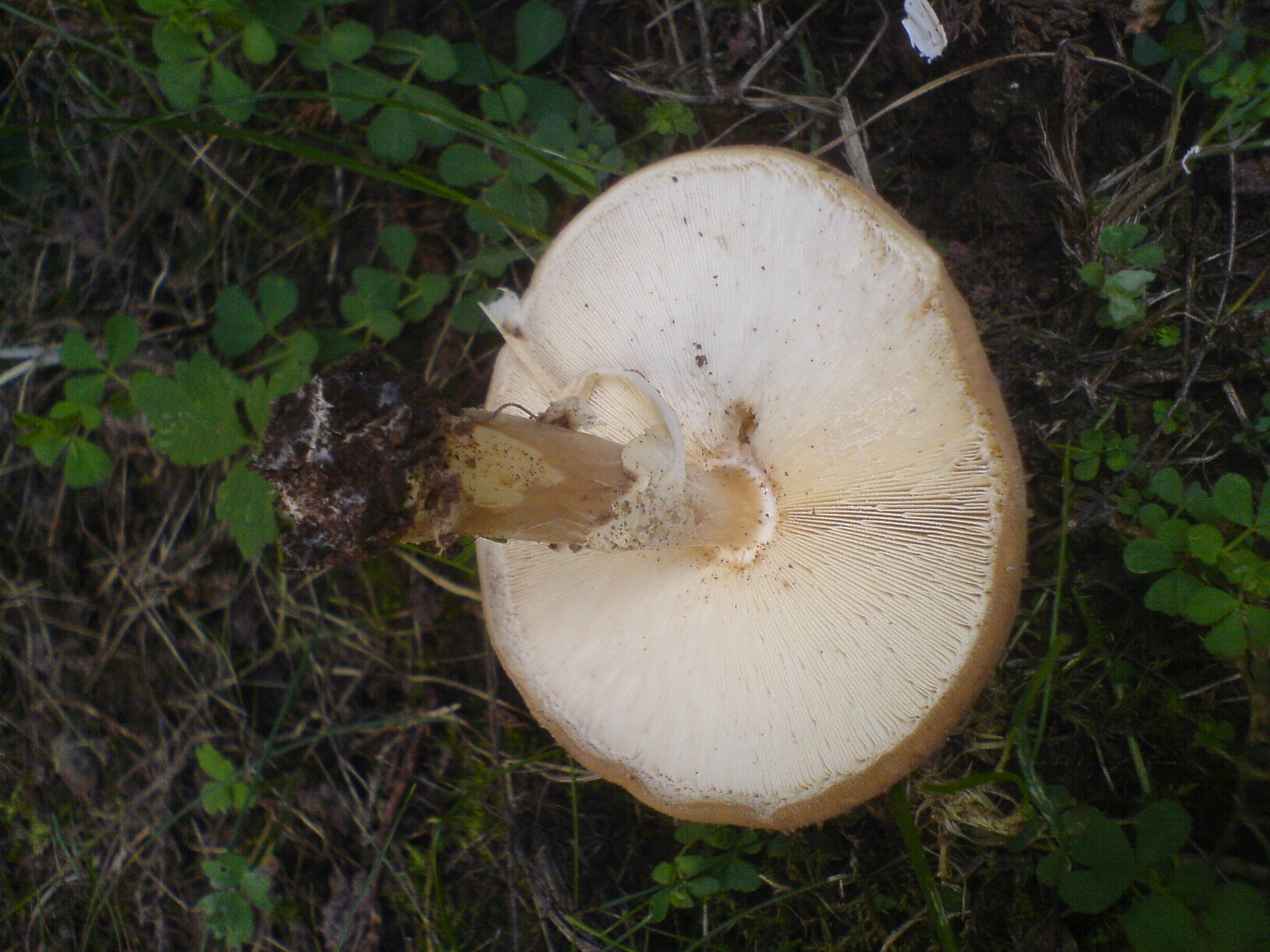
L. aspera matură: lamele, cortină, picior
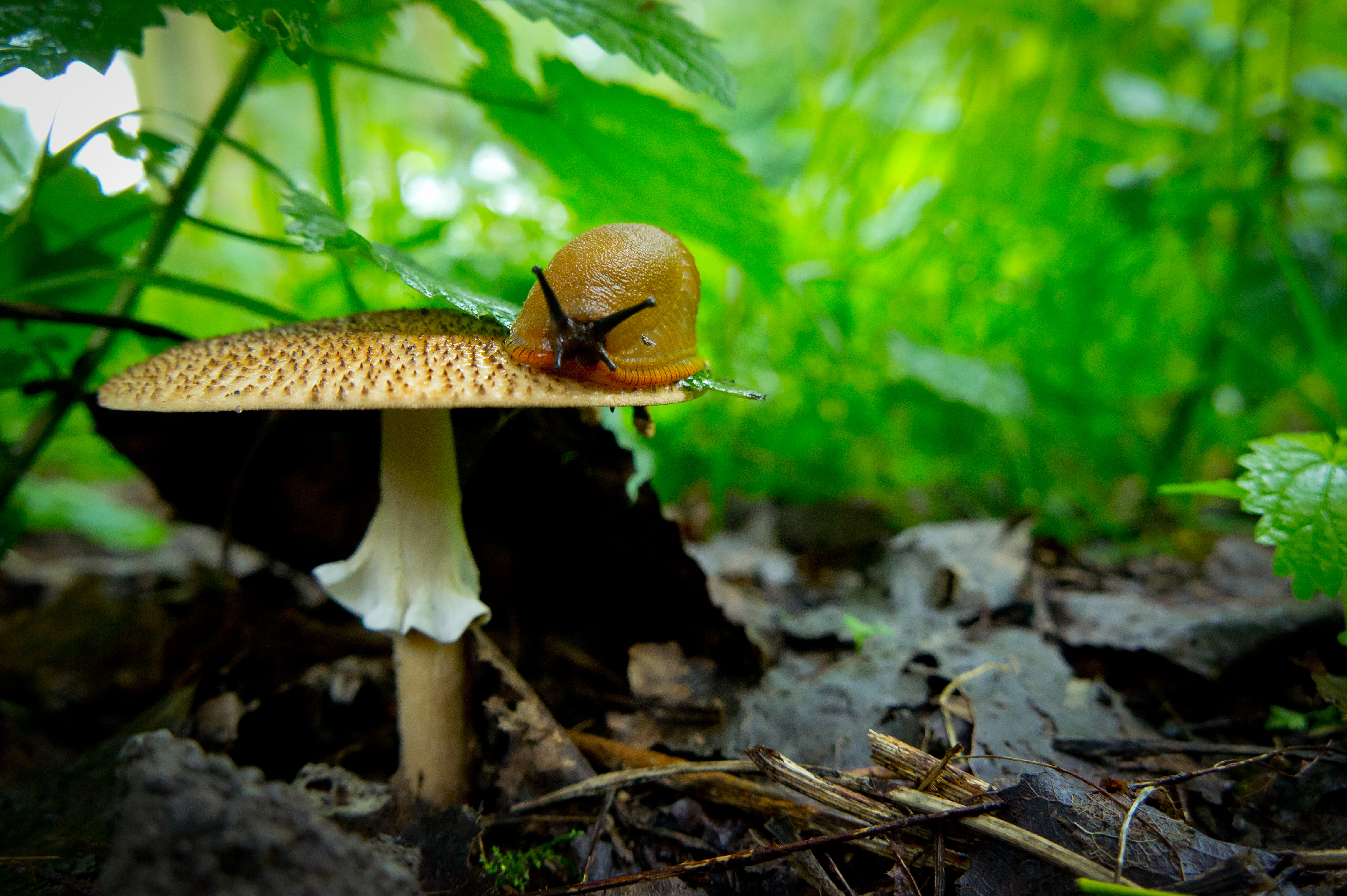
L. aspera, aspect lateral
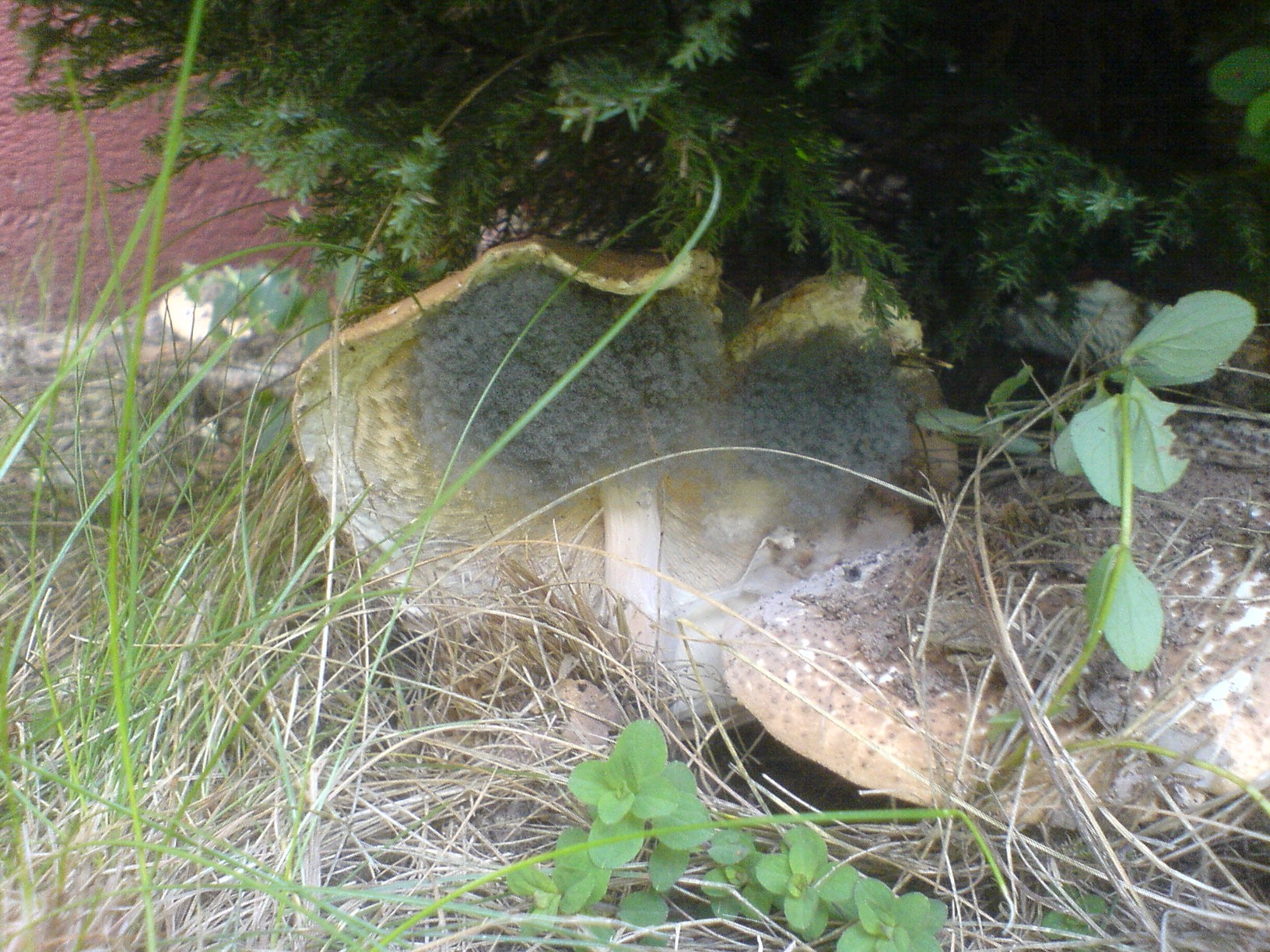
L. aspera bătrâne

## Confuzii
Lepiota aspera poate fi confundată cu specii ale genului în regulă ceva mai mici, dar tot atât de otrăvitoare, cum sunt de exemplu Lepiota castanea, Lepiota boudieri, Lepiota clypeolaria, Lepiota cristata, Lepiota eriophora (miros aromatic, de ciuperci), Lepiota felina, Lepiota helveola (letală), Lepiota hystrix (necomestibilă), Lepiota magnispora, dar, de asemenea cu toxica Amanita pantherina respectiv cu comestibilele Agaricus augustus, Amanita ceciliae, Amanita rubescens sau Macrolepiota procera. Mai rămâne de menționat specia Lepiota perplexa nou descrisă de micologul danez Knudsen în 1981. Este o surată foarte apropiată care se distinge în exterior doar prin lipsa de lamele bifurcate și inel.

## Specii asemănătoare în imagini

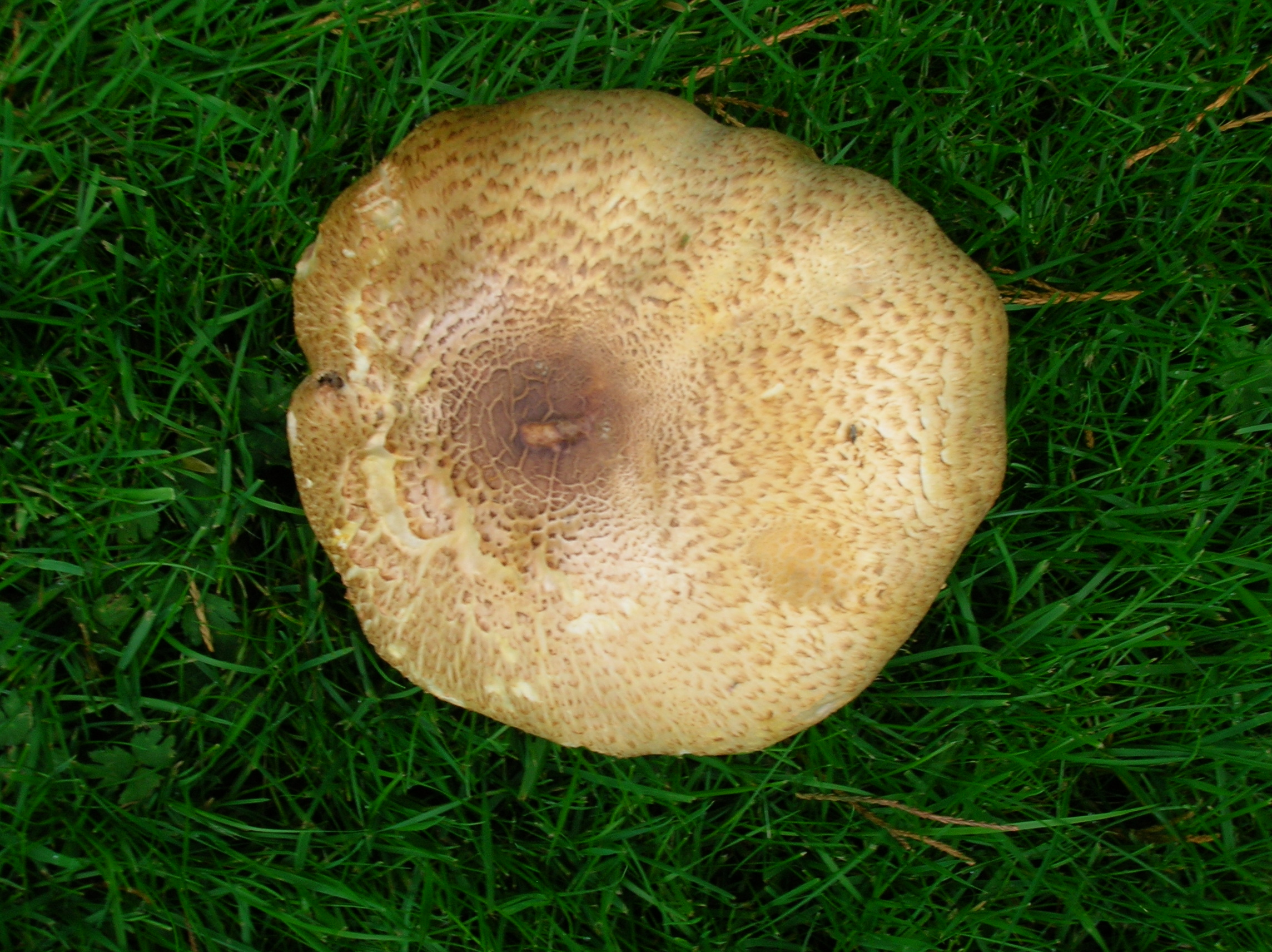
Agaricus augustus
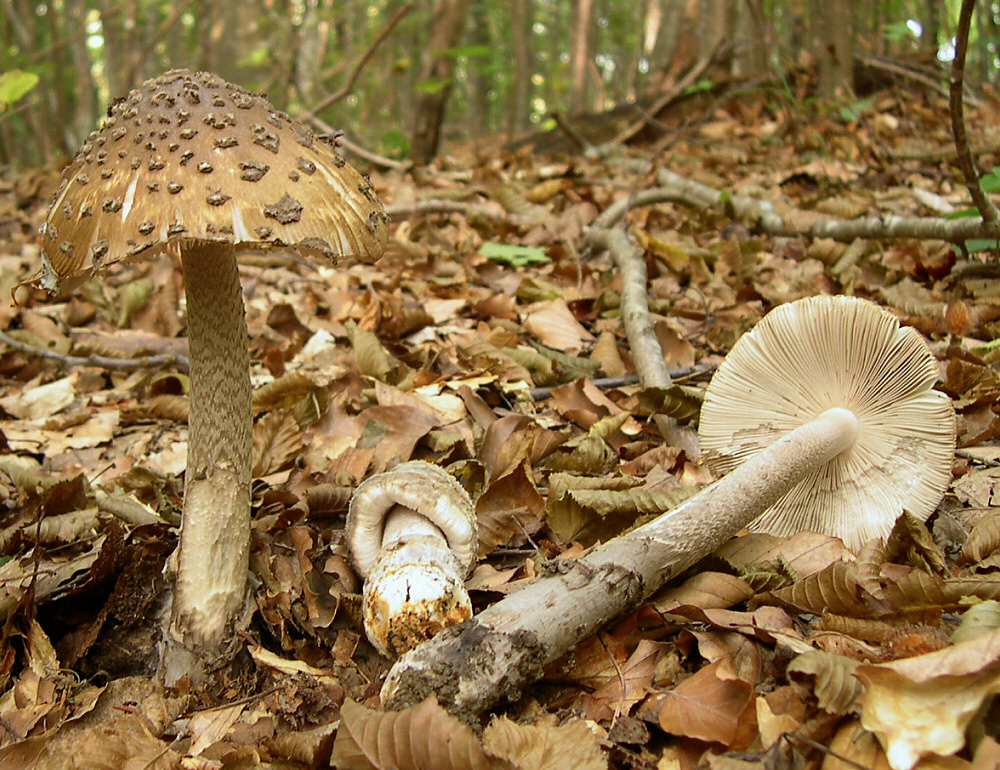
Amanita ceciliae
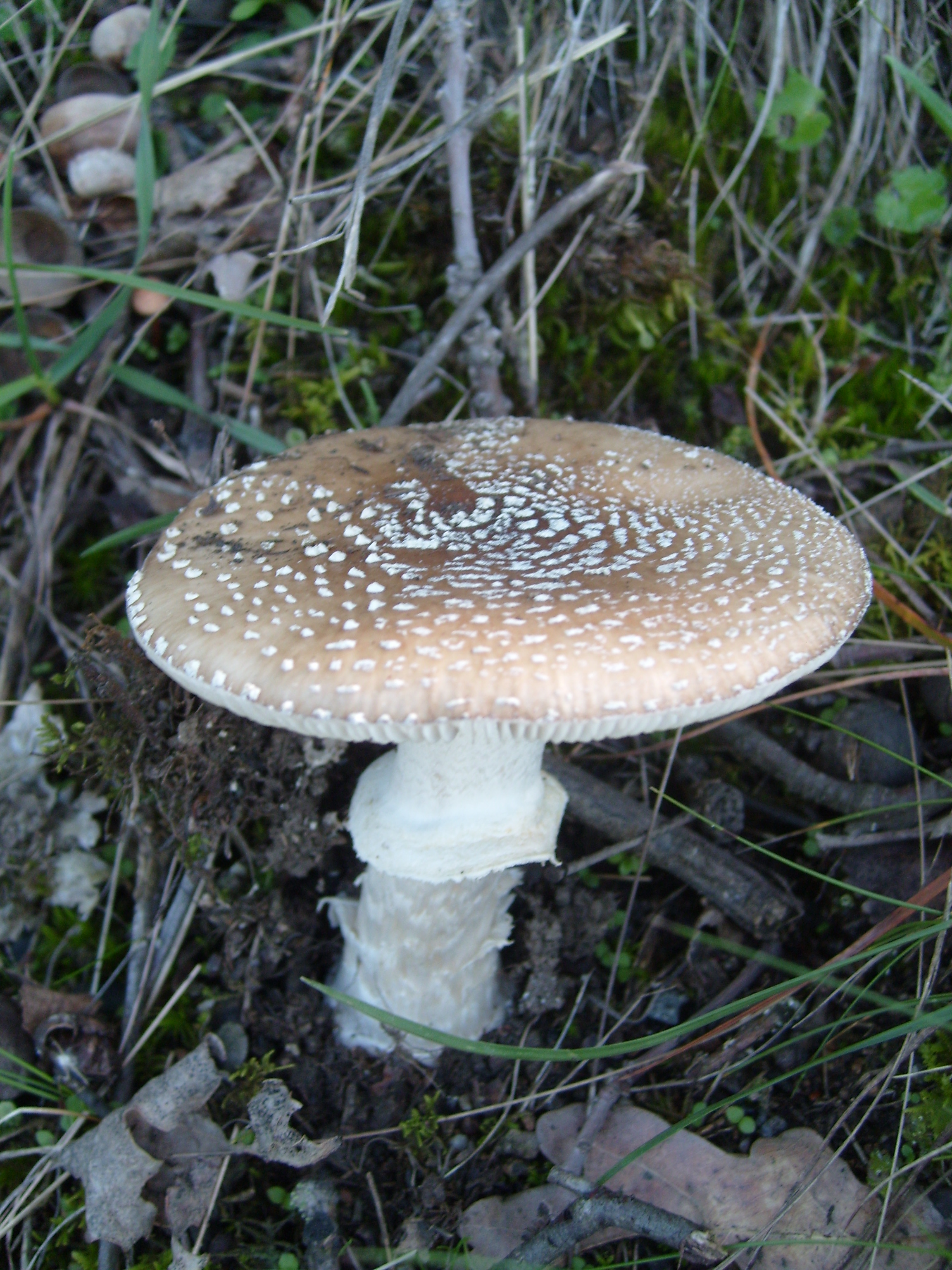
!!Amanita pantherina!!
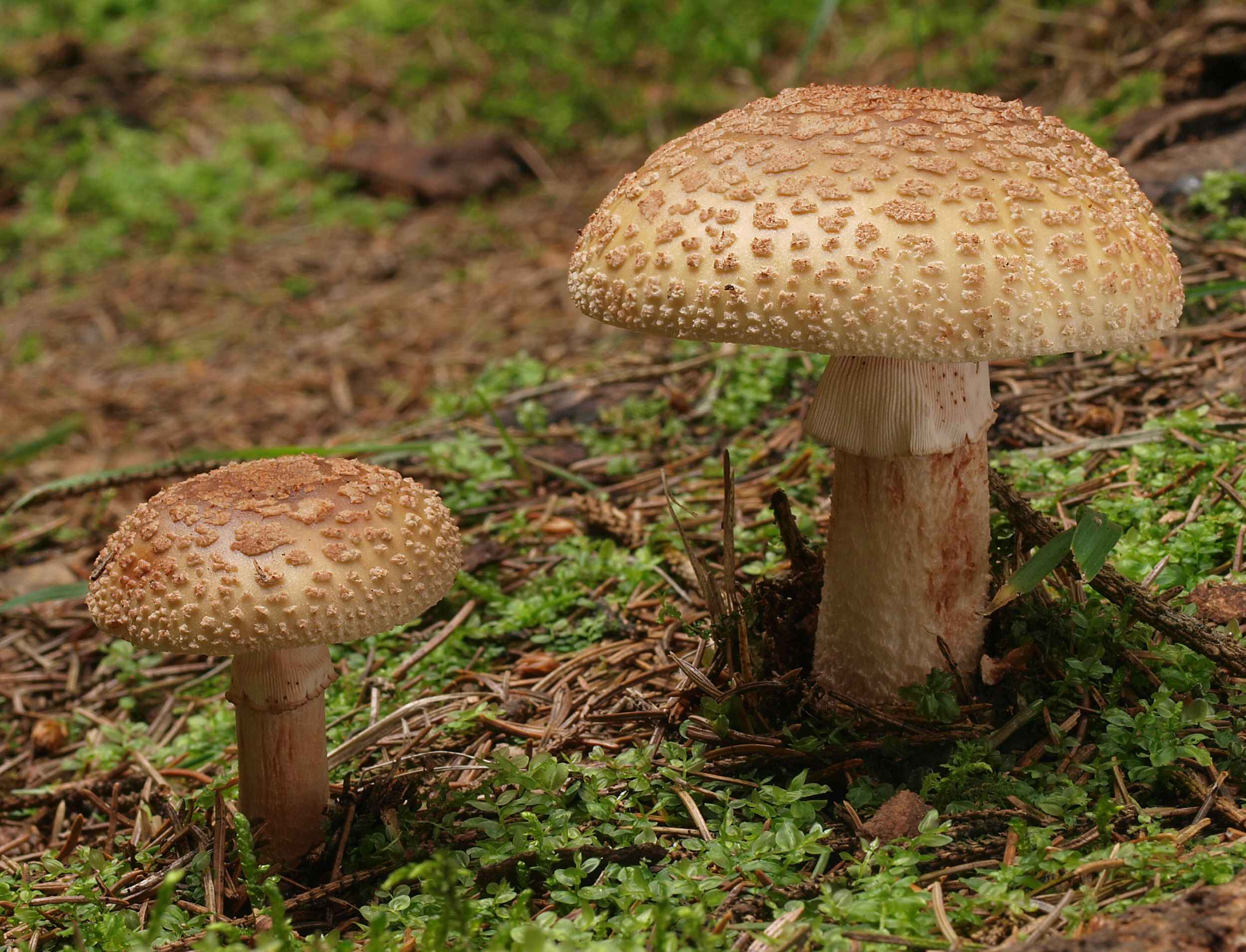
Amanita rubescens
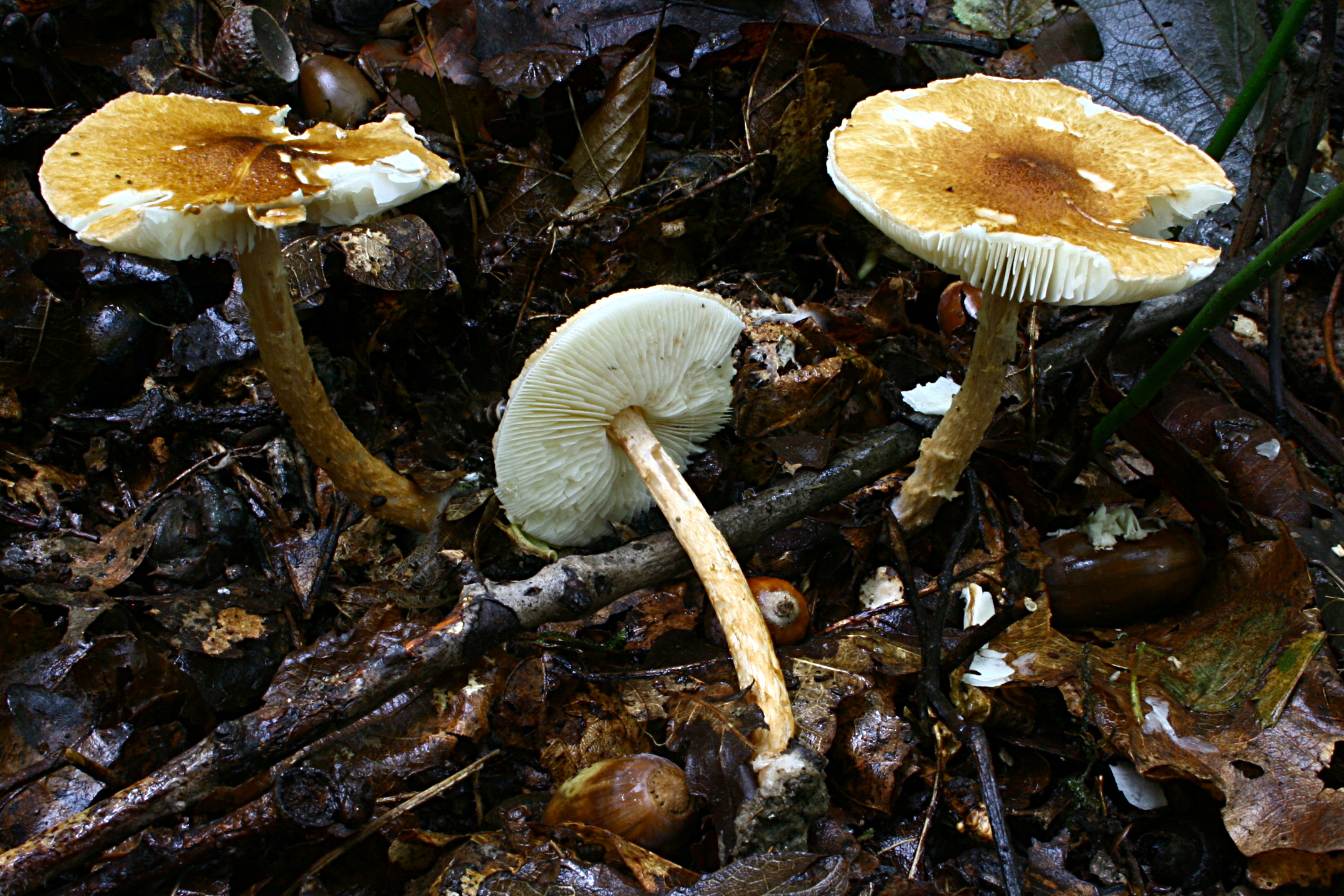
!!Lepiota boudieri!!
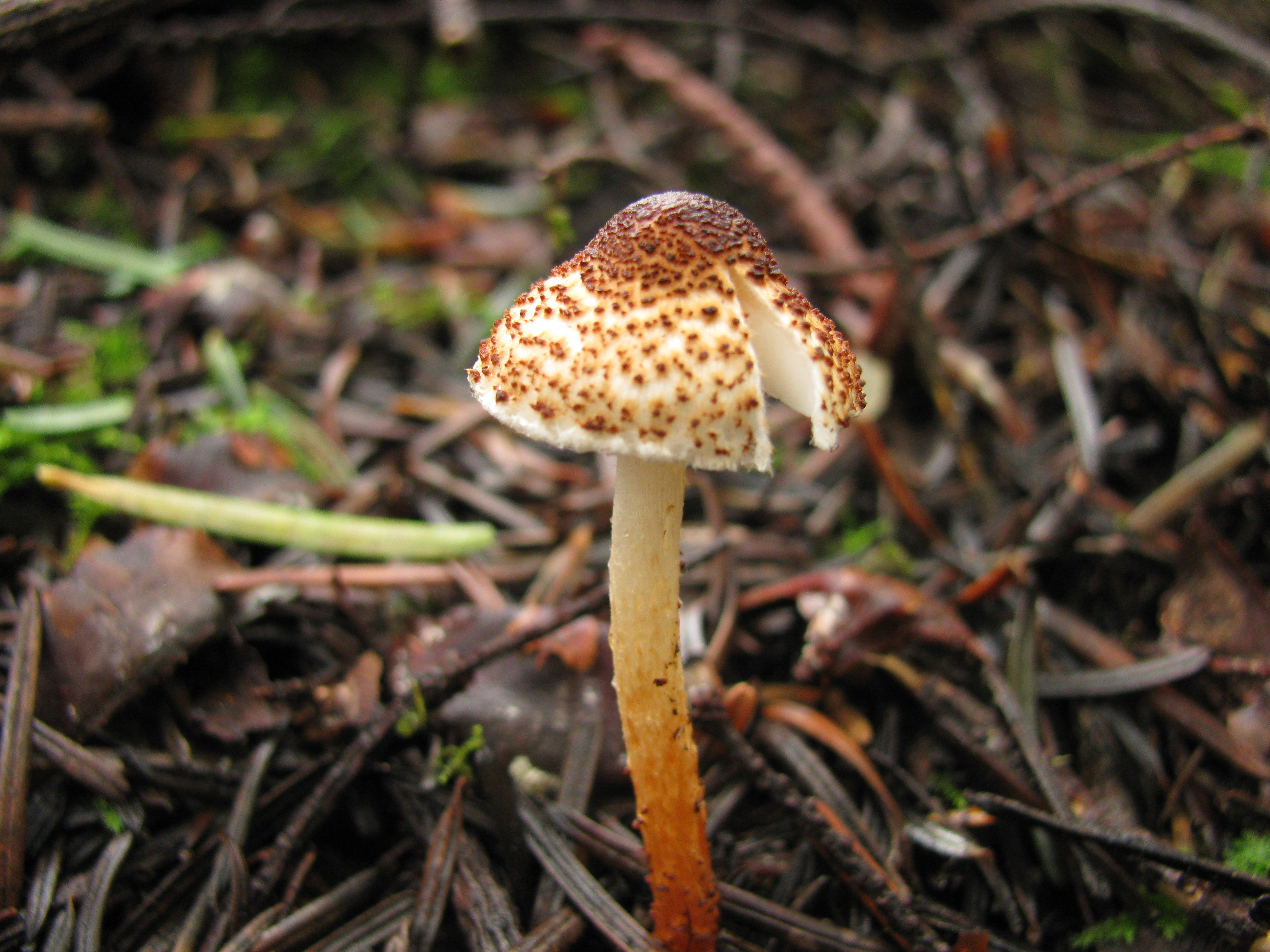
!!Lepiota castanea!!
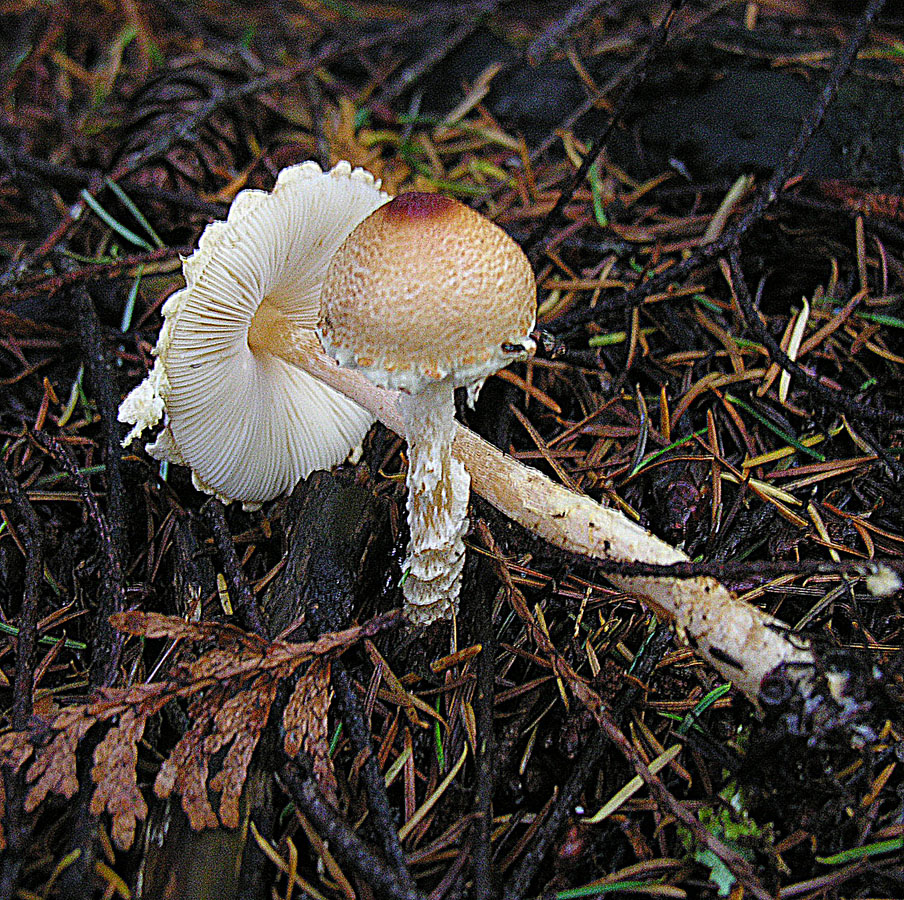
!!Lepiota clypeolaria!!
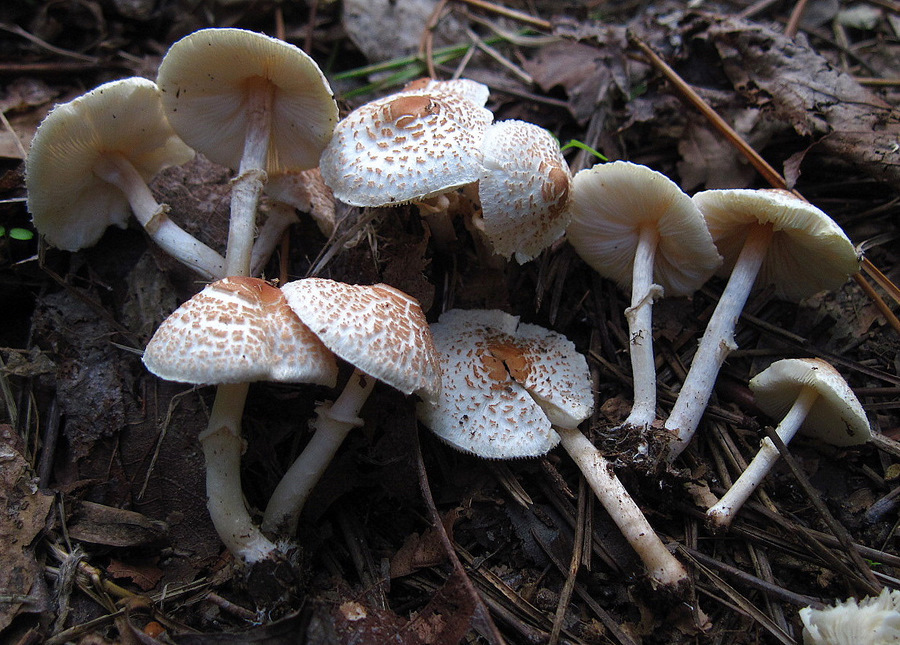
!!Lepiota cristata!!

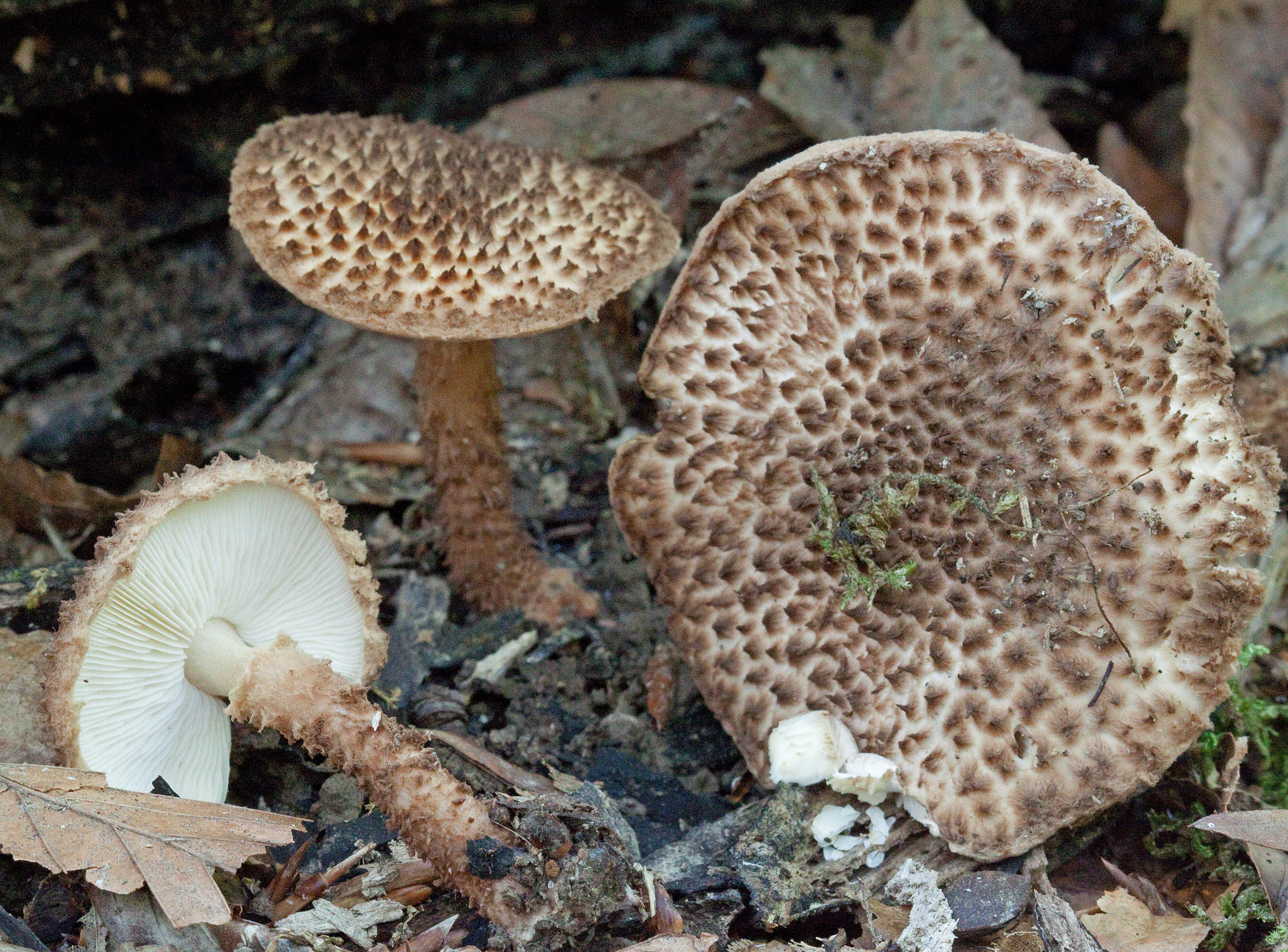
!!Lepiota eriophora!!
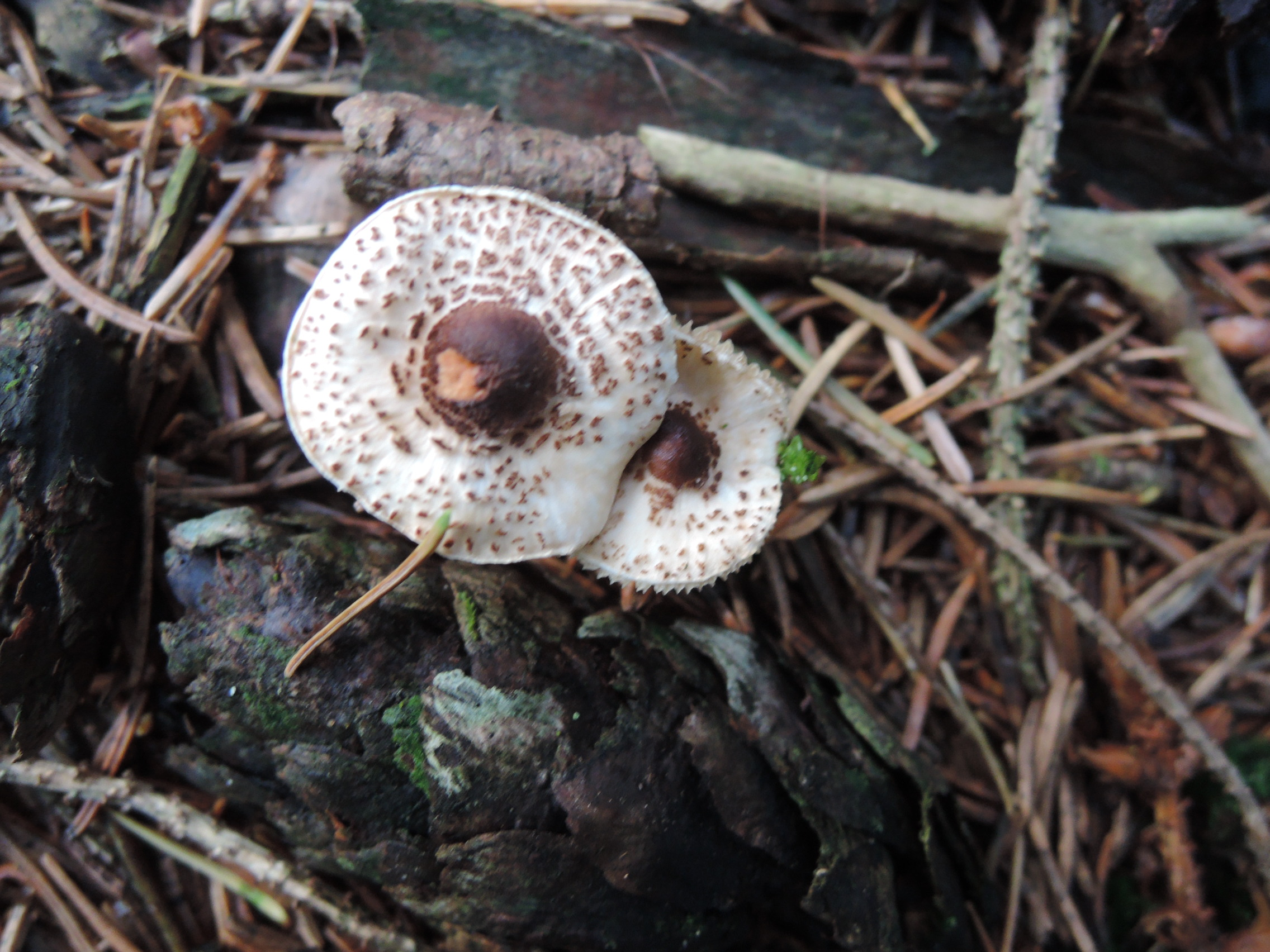
!!Lepiota felina!!
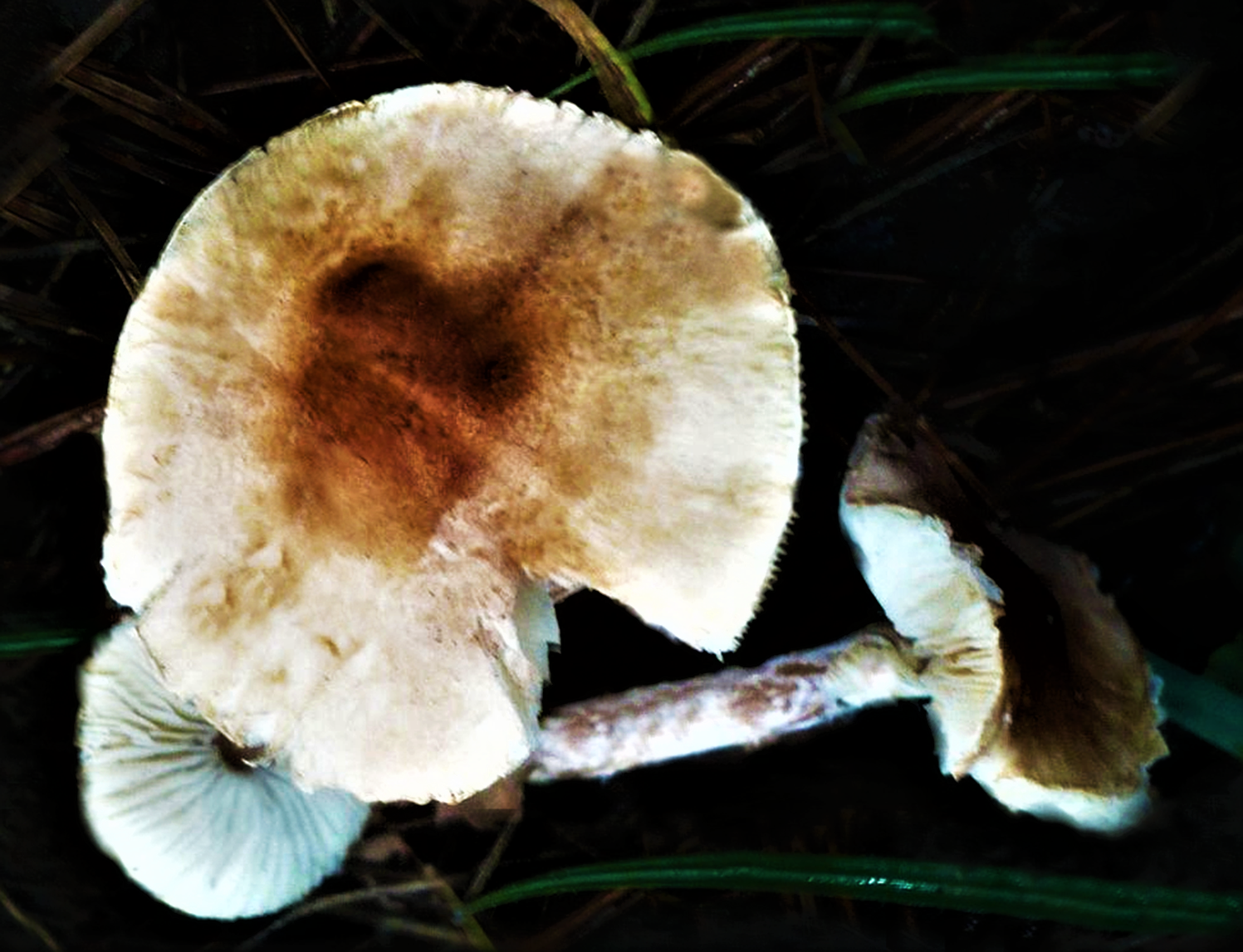
!!!Lepiota helveola!!!
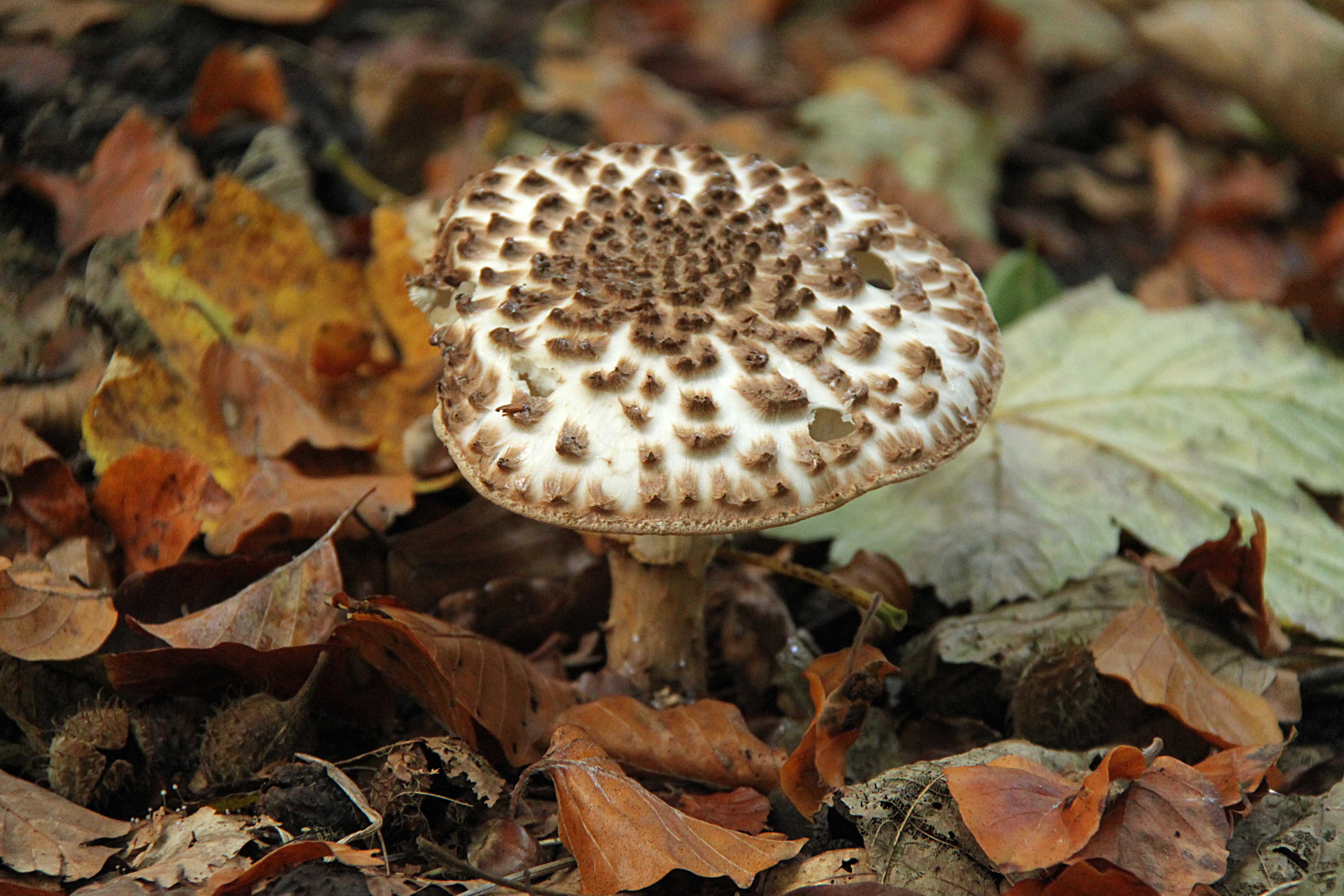
!Lepiota hystrix!
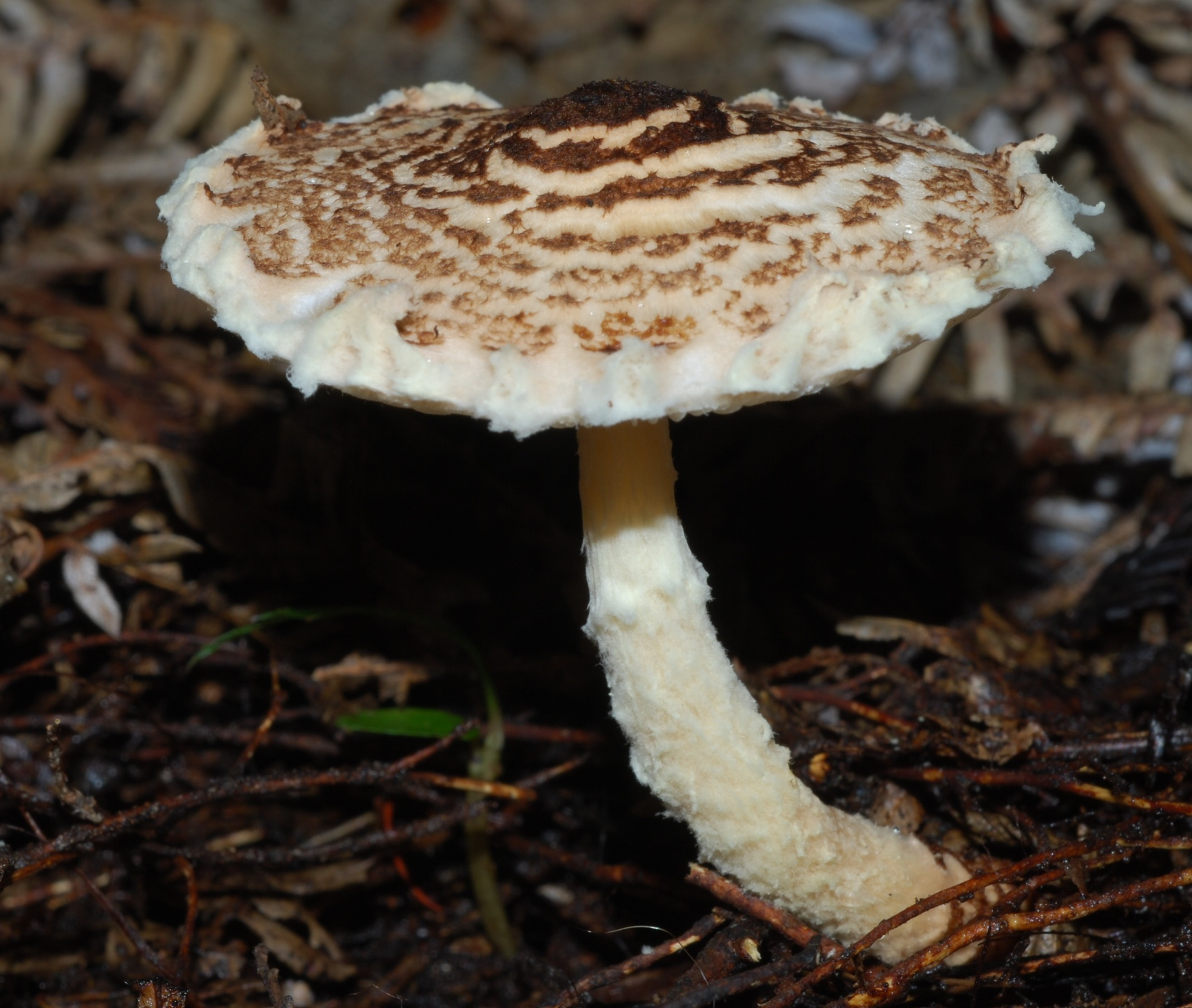
!!Lepiota magnispora!!
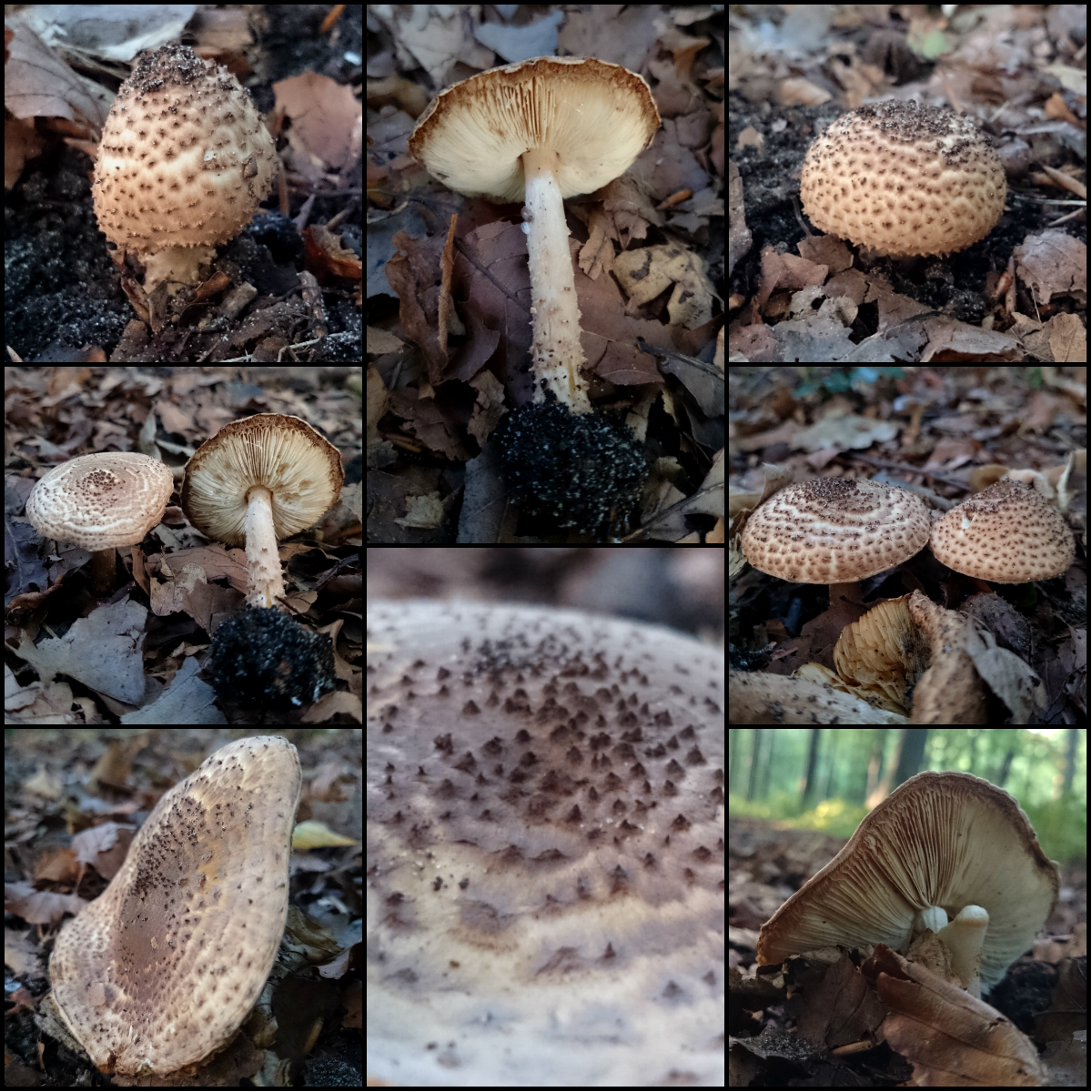
!!Lepiota perplexa!!
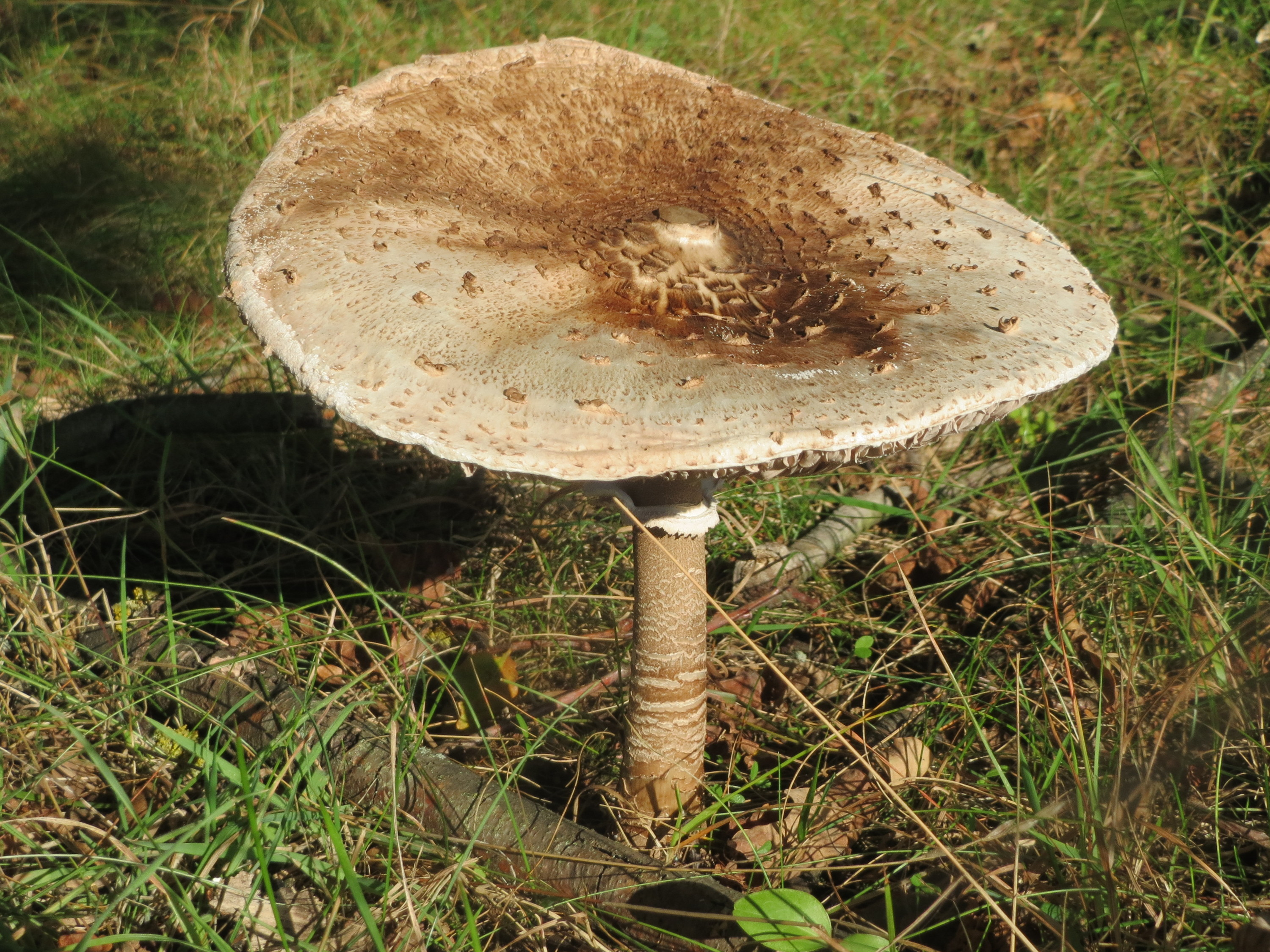
Macrolepiota procera

## Toxicitate
Consumul clopu ariciului ar trebui să fie evitat singur din cauza mirosului (care dispare în timpul fierberii). Totuși ingerat, provoacă un sindrom gastrointestinal destul de violent cu o indigestie gastrointestinală, amețeli, o vedere încețoșată și probleme circulatorii. Mai departe generează în legătură cu alcool o intoxicație gravă asemănătoare sindromului coprinian, anume sindromul acetaldehidic, pricinuită unor derivate de acid gras care inhibă geneza acetaldehidei in vitro.
Într-un studiu de caz (Bettina Haberl și colaboratori, 2011) al Departamentului de Toxicologie al Klinikum Rechts der Isar (Universitatea Tehnică din München), au fost raportate trei cazuri la în total cinci persoane din Bavaria ca fiind otrăvite cu Lepiota aspera. Toți pacienții au mâncat ciuperci auto-colectate care au fost confundate cu specia Macrolepiota procera respectiv Amanita rubescens.